# Biyobè
Les Biyobè (sing. Uyôbê) sont une population d'Afrique de l'Ouest vivant au Bénin et au Togo, dans la chaîne de l'Atacora (ou monts Togo).

## Ethnonyme
On observe de nombreuses formes, selon les sources et le contexte, tels que : Bijobe, Biyobe, Kayobe, Kuyobe, Miyobe, Sola, Solla, Solamba, Soruba, Sorouba, Uyobe.

## Population
En 1991, leur nombre a été estimé à 8 700, dont 7 000 au Bénin et 1 700 au Togo.

## Langue
Ils parlent le miyobé, une langue oti-volta.

## Culture
Le Centre d'études et de recherches de Kara (Togo), créé en 1967, détient des enregistrements sonores, linguistiques et musicaux biyobè.